# Batalla de Jenipapo
La batalla de Jenipapo fue una de las batallas más feroces y sangrientas de la Guerra de Independencia de Brasil. Tuvo lugar en la localidad de Campo Maior, cerca del río Jenipapo, en la entonces provincia de Piauí, el 13 de marzo de 1823, entre insurrectos de Piauí, Ceará y Maranhão y el Ejército Portugués dirigido por el general João José da Cunha Fidié, responsable de mantener el norte de la antigua colonia portuguesa leal a la Corona. Los brasileños lucharon con herramientas agrícolas y no tenían experiencia ni formación militar. Perdieron la batalla, pero su resistencia hizo que las tropas portuguesas se desviaran de su destino original.

## Contexto
Cuando Fidié se enteró de la proclamación de independencia hecha por el pueblo de Parnaíba el 19 de octubre de 1822, rompiendo así los lazos que unían Piauí a Portugal, tomó la decisión de marchar con casi todos sus soldados hacia Parnaíba con el objetivo de mantener la dominación portuguesa de Piauí y sofocar el movimiento de liberación.
La distancia de Oeiras a Parnaíba era, para los estándares de la época, de aproximadamente 660 kilómetros. Además del grupo de oficiales que viajaba a caballo, los soldados tenían que hacer el trayecto a pie. Fidié partió el 13 de noviembre de 1822 de Oeiras en dirección a Parnaíba, pasando por Campo Maior para recibir refuerzos de tropas de Maranhão, especialmente contingentes de la ciudad de Brejo dos Anapurus.

## Batalla
La población de Campo Maior se entera de que Fidié viene de Parnaíba y se dirige a Oeiras. Los hombres de la ciudad, así como de los alrededores, se han alistado y organizado en regimientos. La población está motivada para luchar por liberar Piauí de la dominación portuguesa. Los combatientes de Piauí y Ceará no llevan uniforme. Aparte de algunas pistolas, las armas que utilizan son primitivas: viejas espadas, lanzas, hachas, cuchillos, hoces, palos y piedras.
Sin ninguna experiencia de guerra, los brasileños llegaron a orillas del río Jenipapo, donde querían impedir el paso de los portugueses. Como el río estaba casi seco, la mayoría de los combatientes se escondieron en el propio lecho del torrente, mientras que otros se internaron en los matorrales próximos al barranco.
Las fuerzas portuguesas de Fidié marchan hacia los alrededores y él decide dividir su ejército en dos. Dirige la infantería hacia la izquierda, mientras que la caballería se sitúa a la derecha. Los brasileños, al borde del camino, se encuentran con la caballería portuguesa. Atacan a los jinetes portugueses en retirada.
Cuando los combatientes de Piauí oyeron los disparos, se dieron cuenta de que el enfrentamiento había comenzado. Abandonaron las trincheras y siguieron el camino detrás del enemigo.
Cuando Fidié se enteró de lo ocurrido, cruzó el río Jenipapo, construyó apresuradamente una barricada, distribuyó armamento pesado y organizó la posición de los fusileros en línea de batalla en las trincheras donde se encontraban.
Ante esta situación, los brasileños atacaron Fidié al mismo tiempo y desde todas las direcciones a lo largo de las orillas del río. Al principio de los combates, las pérdidas fueron cuantiosas en el bando brasileño. Sus sucesivos ataques fueron barridos por el fuego de los mosquetes y cañones portugueses de un lado a otro del campo de batalla. Decenas de cuerpos cayeron bajo las balas del ejército portugués y los pocos que consiguieron cruzar la línea de fuego expiraron frente a los cañones.
Tras cinco horas de combate, los brasileños se retiraron en desbandada, dejando 542 prisioneros y 200 muertos o heridos. Los portugueses, cuyas pérdidas se estimaron en 19 muertos y 60 heridos, se apostaron en la hacienda de Tombador, a un kilómetro de Campo Maior. Fidié y su ejército están exhaustos. El sol abrasador y el temor a un contraataque de los brasileños no permitieron a las tropas portuguesas perseguirlos. El capitán de Ceará, Nereu, en el momento de la retirada, llevaba la mayor parte del equipaje portugués, compuesto por alimentos, agua, algunas armas e incluso un pequeño tesoro. Fidié trae el botín que hizo en la ciudad de Parnaíba.

## Consecuencias

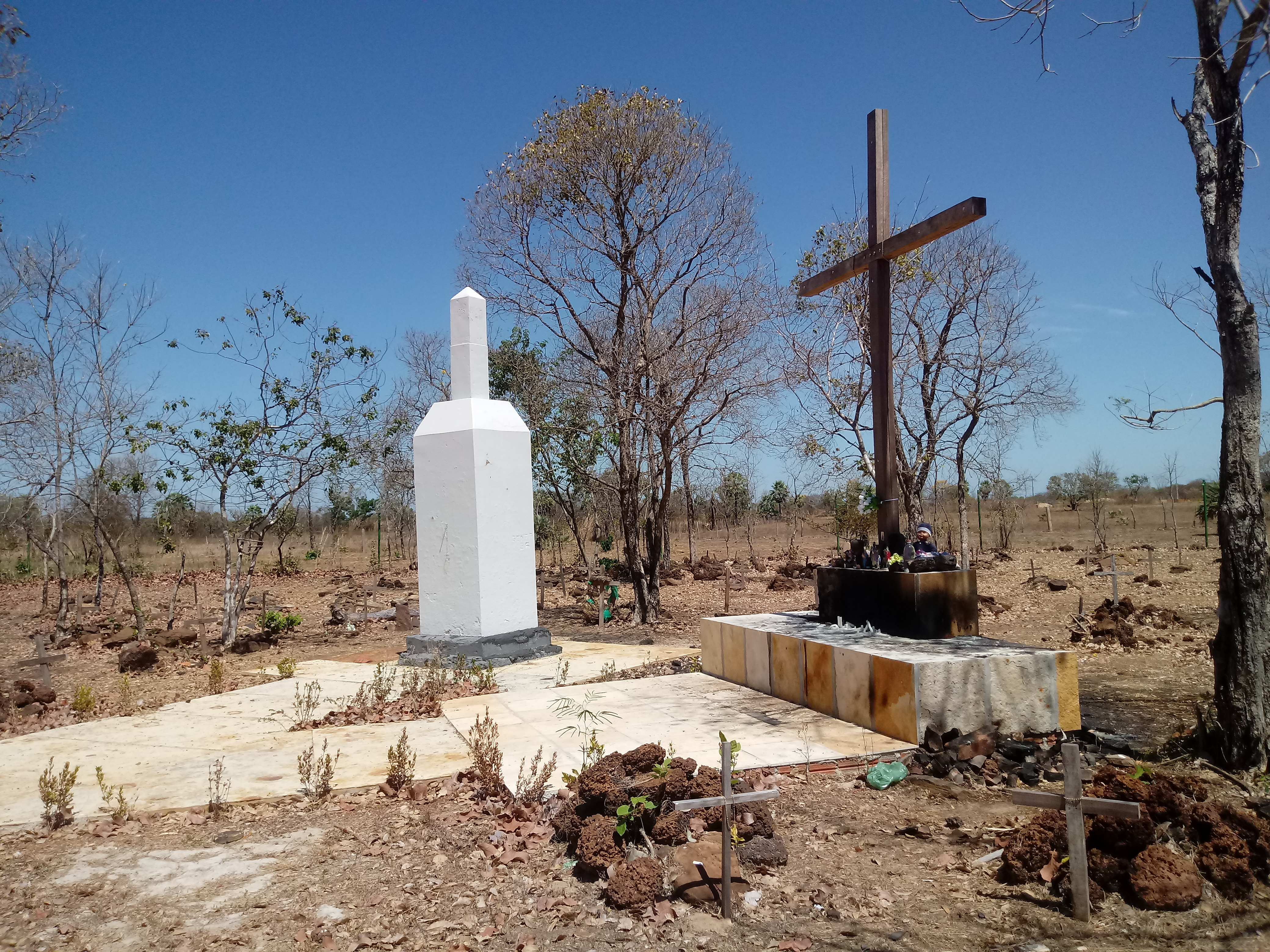
Obelisco construido en 1922 en el cementerio donde yacen los cuerpos de los combatientes.

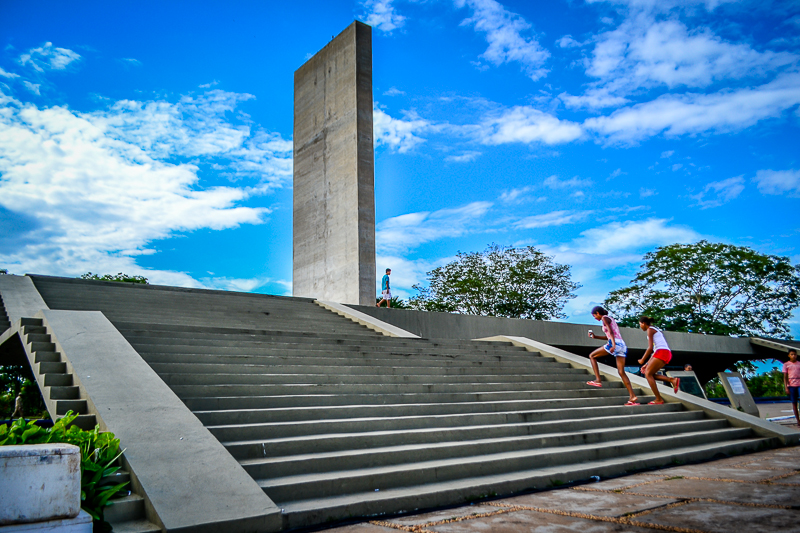
Monumento de Jenipapo, Campo Maior

Fidié pasó dos días en la ciudad de Campo Maior para enterrar a sus muertos. El 16 de marzo de 1823, abandonó la ciudad y condujo a sus tropas a Porto Estanhado, en la frontera con el estado de Maranhão.
Fue hecho prisionero pocos meses después del sitio de Caxias y conducido a Oeiras, desde donde fue enviado a Río de Janeiro. Fidié fue finalmente devuelto a Portugal, donde fue recibido con honores militares por sus servicios a la Corona portuguesa.
En el lugar de la batalla se erigió un monumento en memoria de los brasileños que murieron allí por la independencia de su país. Situado en la orilla izquierda del río, es una atractiva atracción turística que también alberga una colección de objetos utilizados por los combatientes.